# Championnats arabes de cross-country
Les championnats arabes de cross-country existent depuis 1978. Ils se tenaient au début tous les ans mais cette périodicité n’est plus respectée ces dernières années. 19 éditions ont eu lieu jusqu’ici ; les trois premières ont été consacrées aux séniors messieurs et dames, puis une compétition a été prévue pour les juniors garçons à partir 1982 et pour les juniors filles à partir de 1986. Le cross court a été admis à partir de 2000. Cependant depuis la vague de naturalisations adoptée par le Qatar et surtout par Bahreïn, cette compétition a perdu son charme et sa régularité. La dernière édition disputée à Hammamet en Tunisie le 14 février 2016, avec la participation de 200 athlètes de 9 pays arabes, a enregistré la domination des coureurs kényans et éthiopiens naturalisés de Bahreïn qui ont remporté 5 des 8 titres disputés.

## Palmarès

### Seniors
| Année                       | Pays organisateur | Vainqueur individuel hommes                                                            | Vainqueur par équipes hommes        | Vainqueur individuel dames                                               | Vainqueur par équipes dames      |
| --------------------------- | ----------------- | -------------------------------------------------------------------------------------- | ----------------------------------- | ------------------------------------------------------------------------ | -------------------------------- |
| 1er - 1978                  | Égypte            | Rabeh Zaydi                                                                            | Tunisie                             | Latifa Derouiche                                                         | Tunisie                          |
| 2e- 1980                    | Syrie             | Ahmed Moussa Jouda                                                                     | Soudan                              | Hassania Darami                                                          | Tunisie                          |
| 3e édition : 6 mars 1981    | Jordanie          | Ahmed Moussa Jouda (12 km / 35 min 53 s)                                               | Algérie                             | Hassania Darami                                                          | Maroc                            |
| 4e- 1982                    | Bahreïn           | Fethi Baccouche                                                                        | Tunisie                             | Non disputée                                                             | Non disputée                     |
| 5e- 5 mars 1983             | Tunisie           | Boualam Rahoui                                                                         | Algérie                             | Hassania Darami                                                          | Maroc                            |
| 6e- 1984                    | Libye             | Abderrazak Bounour                                                                     | Maroc                               | Hassania Darami                                                          | Maroc                            |
| 7e - 1986                   | Irak              | Abdallah Boubia                                                                        | Algérie                             | Hassania Darami                                                          | Algérie                          |
| 8e edition :28 février 1987 | Tunisie           | Habib Romdhani (12 km/ 37 min 42 s.                                                    | Tunisie                             | Fatima Maama (4 km / 17 min 51 s.                                        | Algérie                          |
| 9e - 1988                   | Syrie             | Ahmed Saqr                                                                             | Syrie                               | Khadija Al Matari                                                        | Jordanie                         |
| 10é édition : 30 mars 1989  | Égypte            | Habib Romdhani 2e- fethi menai (TUN) 3e- mohamed salah radjehi (tun)                   | Tunisie                             | Fatima Aouda 2e- saida djabrani (jor) 3e- souad riyadh souleimane (jor)  | Jordanie                         |
| 11e - 1990                  | Syrie             | Awwad Saris                                                                            | Syrie                               | Souad Ben Toumi                                                          | Syrie                            |
| 12e - 1992                  | Maroc             | Salah Hissou                                                                           | Maroc                               | Najet Ouaali                                                             | Maroc                            |
| 13e- 1994                   | Syrie             | Alian Ali Al Qahtani                                                                   | Arabie saoudite                     | Sonia Aggoun                                                             | Tunisie                          |
| 14é édition : 3 mars 1996   | Liban (Beirouth)  | Alian Ali Al Qahtani (11600 m) 2e- Azeddine Sakhri                                     | Algérie * 2e - Tunisie * 3e- Saudia | Sonia Aggoun (4800 m) * 2e- Nasria Baghdad * 3e- Hamida Maazouzi         | Algérie * 2é- Syrie * 3e- Egypte |
| 15e- 1998                   | Tunisie           | Alian Ali Al Qahtani                                                                   | Algérie                             | Fatiha Hanika                                                            | Algérie                          |
| 16e- 2000                   | Soudan            | Mohamed Yagoub Babakir                                                                 | Égypte                              | Non disputée                                                             | Non disputée                     |
| 17e - 2002                  | Jordanie          | Brahim Chettah                                                                         | Algérie                             | Nasria Azaïdj                                                            | Algérie                          |
| 18e - 2006                  | Bahreïn           | Soltan Khamis                                                                          | Qatar                               | Nadia Ejjafini                                                           | Bahreïn                          |
| 19e - 2010                  | Algérie           | Mahboub Hassan                                                                         | Maroc                               | Shitaye Eshete                                                           | Bahreïn                          |
| 20e - 2013                  | Égypte            | Alemu Bekele                                                                           | Bahreïn                             | Shitaye Eshete                                                           | Bahreïn                          |
| 21e - 2014                  | Yémen             | Salah Badri                                                                            |                                     | Amira Ben Amor                                                           |                                  |
| 22e - 2016                  | Tunisie           | Ouik Elio Yamr                                                                         | Bahreïn                             | Alya Said Mohamed                                                        | Bahreïn                          |
| 23é -                       |                   |                                                                                        |                                     |                                                                          |                                  |
| 24é - 22 février 2022       | Manama Bahreïn    | Zoheir Aoued Bahreïn , 2e- Birhatou Yamatou Bahreïn , 3e- Ibrahim Hassen Bouh Djibouti | Bahreïn , 2e - Maroc , 3e - Algérie | Yavi Wilfreid Bahreïn , 2e- Moutu Tamaris Bahreïn , Routh Djibet Bahreïn | Bahreïn                          |
| 25é - 5 février 2023        | Le Caire Égypte   |                                                                                        |                                     |                                                                          |                                  |

Source :-
- les résultats de la 24é championnat arabe de cross-county 2022 a Manama capitale du  Bahreïn publié sur le site internet de l'agence Algérienne  , APS le mardi 22 février 2022 à 19h31 .

### Cross-court
| Année | Vainqueur individuel hommes | Vainqueur pays hommes | Vainqueur individuel dames | Vainqueur pays dames |
| ----- | --------------------------- | --------------------- | -------------------------- | -------------------- |
| 2000  | Mohamed Yagoub Babakir      | Égypte                | Non disputée               | Non disputée         |
| 2002  | Mohamed Yagoub Babakir      | Soudan                | Nesria Azayej              | Algérie              |
| 2006  | Sultan Khamis               | Bahreïn               | Maryam Yusuf Jamal         | Bahreïn              |

### Juniors
| Année        | Vainqueur individuel hommes                                                       | Vainqueur par équipes hommes | Vainqueur individuel dames                                 | Vainqueur par équipes dames |
| ------------ | --------------------------------------------------------------------------------- | ---------------------------- | ---------------------------------------------------------- | --------------------------- |
| 1982         | Mohamed salah Rajhi                                                               | Tunisie                      | Non disputée                                               | Non disputée                |
| 1983         | Mohamed salah Rajhi                                                               | Maroc                        | Non disputée                                               | Non disputée                |
| 1984         | Houcine Lachâal                                                                   | Maroc                        | Non disputée                                               | Non disputée                |
| 1986         | Brahim Boutayeb                                                                   | Maroc                        | Hassiba Boulmerka                                          | Tunisie                     |
| 1987         | Mourad Bouldjadj (8 km / 25 min 53 s)                                             | Maroc                        | Nadia Ouaâziz (3 km / 11 min 8 s)                          | Maroc                       |
| 1988         | Mousa Al-Hariri                                                                   | Syrie                        | Maha Harzallah                                             | Jordanie                    |
| 30 mars 1989 | Alian Ali Al Qahtani 2e- ibrahim benkaabache (tun) 3e- fakhreddine demardji (tun) | Tunisie                      | Sonia Smaïri 2e- hacini chahri (tun) 3e- houda sader (tun) | Tunisie                     |
| 1990         | Alian Ali Al Qahtani                                                              | Tunisie                      | Houda Chabbouh                                             | Tunisie                     |
| 1992         | Mimoun Tijani                                                                     | Maroc                        | Bochra Mestaïd                                             | Maroc                       |
| 1994         | Ali Moussa Al Asmari                                                              | Yémen                        | Naïma Ben Amara                                            | Tunisie                     |
| 3 mars 1996  | Mokhallad El Outaybi                                                              | Arabie saoudite              | Hana Chaouch (3500 m)                                      | Tunisie                     |
| 1998         | Tayeb Filali                                                                      | Algérie                      | Hana Chaouch                                               | Tunisie                     |
| 2000         | Nasser Hamid Metiran                                                              | Arabie saoudite              | Non disputée                                               | Non disputée                |
| 2002         | Issam Salih Jeaïem                                                                | Yémen                        | Habiba Ghribi                                              | Tunisie                     |
| 2006         | Aadam Ismaeel Khamis                                                              | Bahreïn                      | Nour Hussain Al-Bakour                                     | Jordanie                    |
| 2010         | Abdallah Decha                                                                    | Maroc                        | Hedda Souedia                                              | Algérie                     |
| 2013         | Abdessalem Ayouni                                                                 | Algérie                      | Hager Sakhal                                               | Algérie                     |
| 2014         | Abdi Abdillahi Bouh                                                               |                              | Soumaya Douri                                              |                             |
| 2016         | Jamel Abdi Derih                                                                  | Algérie                      | Dalila Abdelkader Jossa                                    | Bahreïn                     |

### édition 1983
- la 5ème championnat arabe de cross- country été organisée a Tunis  Tunisie le samedi 5 mars 1985 .
- la fine fleur de l'athlétisme arabe se retrouve aujourd'hui pour les cinquièmes championnats arabes de cross-country , treize pays y participent pour un total de prés de 130 athlètes.
- la Palestine , la Jordanie , le Liban , la Syrie , l'Arabie Saoudite , le Qatar , le Koweït , Bahreïn , la Libye , le Maroc , l'Algérie , Djibouti  et le pays hôte la Tunisie  .
- Résultats Téchniques :
- Juniors Garcons :
- 1er- Radjhi Mohamed Salah  Tunisie , 2e- Moulahine  Maroc , 3e- Miloud Djellal  Algérie , 4e- Khaled  Maroc , 5e- Hanane  Algérie , 6e- Nadjib  Palestine , 7e- Ahmed  Maroc , 8e- Zine  Tunisie , 9e- Mechi Laroussi  Tunisie , 10e- Saker Salem  Algérie .
- Classement Juniors par équipes :
- 1er- Maroc  13 points .
- 2e- Tunisie  18 points .
- 3e- Algerie  18 points .
- 4e - Arabie Saoudite  46 pts .
- 5e - Jordanie  53 pts .
- Femmes : -
- 1er - Hassania Drami  Maroc .
- 2e- Dalila Mehira  Algérie .
- 3e- Fatima Aouam  Maroc .
- 4e- Dalila Harek  Algérie .
- 5e- Gharbi Sonia  Tunisie .
- 6e- Hadj M'Barka  Algérie .
- 7e- Hedjani Fatima  Maroc .
- 8e - Bouziane Aicha  Algérie .
- 9e - Ouaslati Rachida  Tunisie .
- 10e - Nekouz  Maroc .
- Classement Femmes par équipes : -
- 1er - MAROC  11 points .
- 2e - ALGERIE  12 points .
- 3e - TUNISIE  Tunisie 25 points .
- 4e - JORDANIE  Jordanie 51 points .
- 5e - LIBAN  54 points .
- Hommes : -
- 1er - Rahoui Boualem  Algérie
- 2e - Fethi Bekkouche  Tunisie
- 3e - Hachemi Abdennouz  Algérie
- 4e - Morceli Abderrahmane  Algérie
- 5e - Bounnour Abderazzak  Algérie
- 6e- Tainbouti Ahcène  Maroc
- 7e - Djemaa  Djibouti
- 8e - Habchaoui Rachid  Algérie
- 9e - Chouri Mohamed Ali  Tunisie
- 10e - Ketari Abderrazak  Tunisie
- Classement Séniors Hommes Par Equipes : -
- 1er - Algerie  13 points .
- 2e - Tunisie  33 points .
- 3e - Maroc  41 pts .
- 4e - Qatar  87 points .
- 5e - Jordanie  232 points .
- SOURCE : -
- El-Hadef   Algérie Hebdomadaire Sportive National N° ? du Dimanche 13 mars 1983 page ? .

```
*** fiche d'un champion: -
```

- -     - Rahoui Boualem est un athlète algérien né le 08 10 1948 à Oran . taille 172 cm , 55 kg . ; profession : inspecteur de police ., club : USSN : (faik al-amn al-watani) . situation de famille : marié 3 enfants . * palmarès : demi-finaliste sur 3000 m steeple et 5000 m au JO de Munich 1972 . * médaille d'or au 3000 m steeple aux jeux méditerranéens Alger 1975 . * champions maghrébin de cross-country en 1983 à Alger . ** champions arabe de cross-country en 1983 à Tunis . * médaille d'or au 5000 m au meeting international de Santiago de Cuba en 1978 avec un temps ; de 14 min 02 s. ** champion d'Algérie de cross-country à 4 reprises en 1976 , 1977 , 1978 et 1983 .**** source : El-Hadef du dimanche 13 mars 1983 . ** El-Mountakheb N° 271 du samedi 16 février 1991 page 24 .

## Bilan par pays
| Rang  | Pays                | Nombre de titres |
| ----- | ------------------- | ---------------- |
| 1     | Tunisie             | 34               |
| 2     | Maroc               | 30               |
| 3     | Algérie             | 28               |
| 4     | Bahreïn             | 19               |
| 5     | Arabie saoudite     | 11               |
| 6     | Jordanie            | 9                |
| 7     | Soudan              | 7                |
| 8     | Syrie               | 6                |
| 9     | Qatar               | 3                |
| 9     | Yémen               | 3                |
| 11    | Égypte              | 2                |
| 12    | Djibouti            | 1                |
| 12    | Émirats arabes unis | 1                |
| Total | 13 pays             | 154              |